# Fagyosszentek

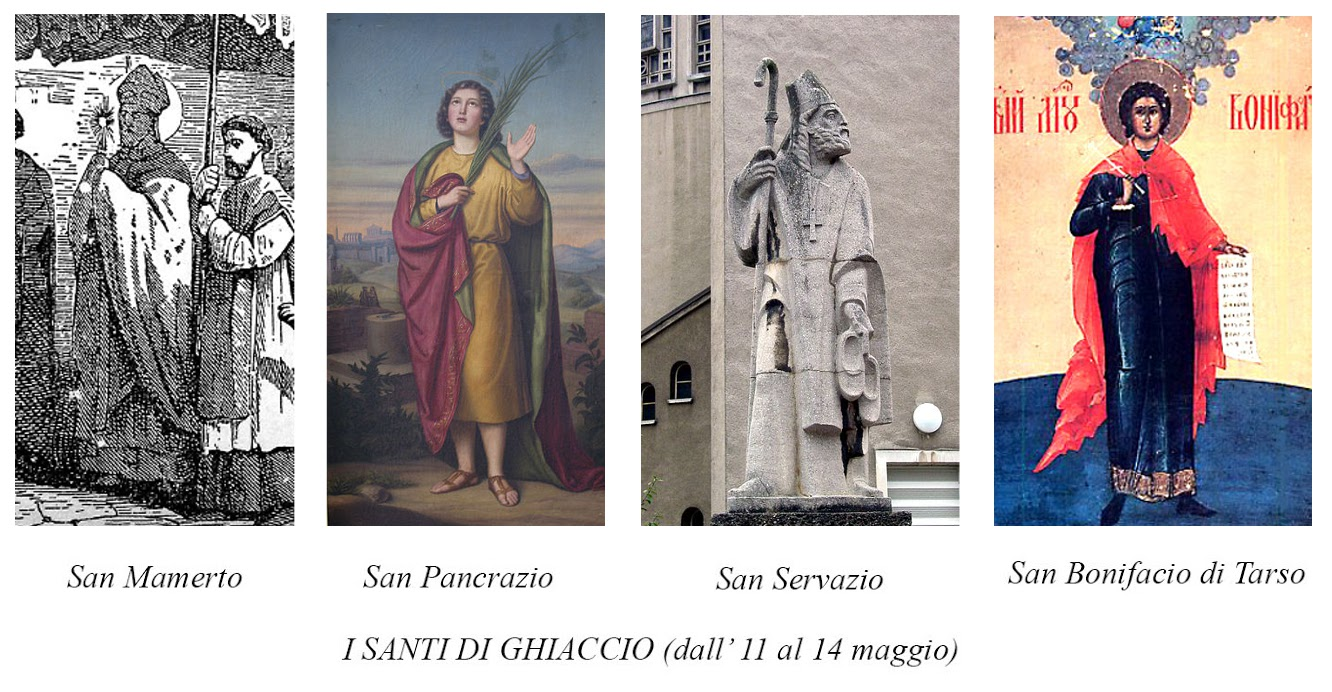
A fagyosszentek: Szent Mamert, Szent Pongrác, Szent Szerváciusz, Tarsusi Szent Bonifác

A fagyosszentek a magyar népi hagyomány szerint a Pongrác, Szervác, Bonifác napok (május 12., május 13., május 14.), valamint Orbán napjának (május 25.) a közös elnevezése. Az Ipoly mentén a néphagyomány Zsófia-naptól (május 15.) is fagyot várt.

## A meteorológiában
A hőmérséklet csökkenése az év során máskor is előfordul; a májusi fagyok valószínűleg azért kaptak különös figyelmet, mert a zsenge növényzet leginkább ilyenkor sínyli meg.
A jelenséggel régóta foglalkoztak a meteorológusok, többek között Karl Dove, Richard Assmann és Wilhelm von Bezold. Bezold szerint a fagyosszentek idején Északnyugat-Európában rendszerint légnyomási maximum van, míg keleten és délkeleten alacsony a légnyomás. A légnyomásminimum közepe Magyarország, ahol az Alföld ebben az időben erősen fölmelegszik. A fagyosszentek jelenségével részletesen foglalkozott Hegyfoky Kabos, akinek A május havi meteorológiai viszonyok Magyarországon című munkája 1886-ban jelent meg a Természettudományi Társulat megbízásából. A lehűlés jelenségét nemcsak Magyarországon, hanem Ausztriában, Németországban és Lengyelországban is megfigyelték.

## A néprajzban
A várható májusi fagyok miatt a kényesebb növények palántáit (uborka, paradicsom, bab) csak a fagyosszentek után ültették ki a szabadba.
Egy topolyai népi magyarázat szerint „Pongrác kánikulában subában megfagyott, Szervác a Tisza közepén víz nélkül megfulladt, Bonifácot pedig agyoncsipkedték a szúnyogok – ezért haragusznak ránk emberekre és évről évre visszajönnek, hogy bosszantsanak bennünket”. 
E napokhoz időjóslatok is kapcsolódtak: például Nagydobronyban úgy tartották, ha fagyosszentekkor nagy a hideg, akkor rossz termés várható. Több vidéken is azt tartották, hogy ha az időjárás felhőtlen, akkor jó bortermés várható.